# 鈴木隆 (生物学者)
鈴木 隆（すずき たかし）は、日本の生物学者（生化学・糖鎖生物学・ウイルス学）。学位は薬学博士（静岡薬科大学・1984年）。静岡県立大学大学院薬学研究院研究院長（第3代）・薬学部教授。
株式会社シノテスト研究所勤務を経て、静岡県立大学薬学部助教授などを歴任した。

## 来歴

### 生い立ち
静岡薬科大学の薬学部薬学科にて薬学を修め、1979年に卒業した。同大学の大学院に進み、薬学研究科にて生物系薬学を専攻し、1984年に博士課程を修了し、博士号を取得した。大学4年生時から大学院修了までの間は、松本亮が主宰する生化学教室に在籍して指導を受けていた。当時の生化学教室には教員として鈴木康夫、三輪匡男、瀧孝雄、平林義雄の4名も所属しており、鈴木隆は鈴木康夫の第一研究室に配属されて指導を受けていた。

### 研究者として
大学院を修了した1984年、臨床検査薬などを取り扱うシノテスト研究所に入社した。以来、同社にて研究職として職務に従事する。のちにシノテスト研究所は、シノテスト商事と合併し、シノテストに組織改編を行った。
1991年、静岡県立大学に採用され、薬学部の助手となった。以来、同学部にて講師や助教授を務めた。また、その間にセントジュード小児研究病院の客員研究員としても活動した。その後は静岡県立大学の薬学部薬学科にて教授を務めている。また、同大学の大学院にて、薬学研究科薬学専攻の教授も兼務した。2012年、静岡県立大学の大学院の一部に研究院・学府制が導入されることになり、薬学研究科と生活健康科学研究科が統合され、2研究院1学府に再編された。それにともない、新設された薬学研究院においても教授を兼務することになった。大学院においては、主として薬食生命科学総合学府の講義を担当した。2017年、奥直人の後任として、薬学研究院の研究院長に就任した。

## 研究

エピガロカテキンガレート

専門分野は生化学、糖鎖生物学であり、ウイルス学に関する業績が知られており、特にインフルエンザウイルスやヒトパラインフルエンザウイルスに関する研究を行っていた。具体的には、インフルエンザウイルス感染とシアル酸分子種の認識に関する研究、ヒトパラインフルエンザウイルスの受容体と創薬への応用に関する研究、ノイラミニダーゼの病毒性と感染機構に関する研究、硫酸化スフィンゴ糖脂質（sulfatide）のインフルエンザウイルス感染における機能解明と創薬への応用に関する研究、シアリダーゼ検出用新規蛍光基質の開発と高感度イメージング法の確立と応用に関する研究、脳神経組織、膵臓、皮膚等におけるシアリダーゼの機能解明と応用に関する研究など多くの研究成果を上げている。
株式会社伊藤園の中央研究所との共同研究では、緑茶カテキン「エピガロカテキンガレート」を取り上げ、インフルエンザウイルスへの抗ウイルス作用について調査した。インフルエンザウイルスには多様な型があるため、A型インフルエンザウイルスH1N1亜型を含め複数の型について細胞実験を実施した。その結果、エピガロカテキンガレートには、インフルエンザウイルスの型を問わず感染阻害作用があることを実証した。細胞レベルでの実証は世界で初めてとされる。緑茶がインフルエンザの予防に有効であることが示唆されたとして、伊藤園はこの結果を基に特許出願を行った。
また、カテキン以外についても研究を進め、緑茶ポリフェノール「ストリクチニン」がA型インフルエンザウイルスの膜融合を阻害することを見出した。その結果、ストリクチニンにA型インフルエンザウイルスの増殖阻害作用があることを明らかにした。この業績により、2012年にO-CHAパイオニア賞学術研究大賞などを受賞している。
そのほかには、糖鎖生物学に関する研究にも取り組んでいる。インフルエンザウイルスのヘマグルチニンが結合することで知られるガングリオシドについて研究しており、ガングリオシドに関する学術書を複数上梓している。
2016年12月には、教員活動評価において業績が優秀と認められ静岡県立大学学長表彰を受けた。
また、マスメディアへの登場も多く、2009年新型インフルエンザの世界的流行に際しては、A型インフルエンザウイルスH1N1亜型の病原性についての解説なども行っていた。

## 略歴
- 1979年 - 静岡薬科大学薬学部卒業。
- 1984年 - 静岡薬科大学大学院薬学研究科修了。
- 1984年 - シノテスト研究所入社。
- 1991年 - 静岡県立大学薬学部助手。
- 1994年 - 静岡県立大学薬学部講師。
- 1996年 - 静岡県立大学薬学部助教授。
- 1997年 - セントジュード小児研究病院客員研究員。
- 1998年 - セントジュード小児研究病院客員研究員。
- 2006年 - 静岡県立大学薬学部教授。
- 2006年 - 静岡県立大学大学院薬学研究科教授。
- 2012年 - 静岡県立大学大学院薬学研究院教授。
- 2017年 - 静岡県立大学大学院薬学研究院研究院長。

## 賞歴
- 2012年 - O-CHAパイオニア賞学術研究大賞。
- 2016年 - 静岡県立大学学長表彰。
- 2017年 - 平成29年度　日本薬学会学術貢献賞

## 著作

### 共著
- 鈴木康夫・安藤進著『ガングリオシド研究法』1巻、学会出版センター、1995年。ISBN 4762287857
- 鈴木康夫・安藤進著『ガングリオシド研究法』2巻、学会出版センター、1995年。ISBN 4762287865
- 今井康之・増澤俊之著『微生物学』改定第7版、南江堂、2016年
- 大橋典男編 『栄養科学イラストレイティッド微生物学』羊土社、2020年

### 寄稿
- 横越英彦編『免疫と栄養――食と薬の融合』幸書房、2006年。ISBN 4782102674

## 関連人物
- 鈴木康夫
- 高橋忠伸
- 平林義雄
- 松本亮 (薬学者)
- 三輪匡男
- 横越英彦